# 야쿠르트 헬스푸드
야쿠르트 헬스푸드 주식회사(일본어: ヤクルトヘルスフーズ株式会社, 영어: Yakult Health Foods Co., Ltd.)는 일본의 식품 기업이다. 건강 식품 등의 제조·판매를 실시하고 있다. 야쿠르트 혼샤의 완전 자회사이다.

## 개요
기린 그룹과 야쿠르트 그룹 양쪽의 연구개발력을 결집해, 안전하고 맛있는 건강식품을 만드는 것을 목적으로, 기린 홀딩스(당시는 기린 맥주)와 야쿠르트 혼샤의 공동 출자로 〈기린 야쿠르트 넥스트 스테이지 주식회사〉로서  설립되었다.  그러나, 기대한 것 같은 제휴 효과가 나타나지 않는 것으로부터, 2008년 11월 19일에 야쿠르트 주도에 의한 사업 재생 계획을 발표. 야쿠르트 레이디 등 야쿠르트의 경영 자원을 풀 활용한 사업 전개를 도모하고 있다.

## 연혁
- 2006년 10월 1일 - 기린 야쿠르트 넥스트 스테이지 주식회사로 영업 개시.

- 2007년 1월 - 기린 웰 푸드사의 사업을 계승(동사의 아가릭스 제품에 있어서의 암 프로모터 작용 문제에의 대응).

- 2008년 11월 - 야쿠르트 그룹 주도에 의한 사업 재생 계획을 발표.

- 2009년
  - 1월 말 - 통신 판매 사업을 종료. 모든 통판 한정 상품과 일부 시판 상품의 생산을 종료하고 상품 라인업을 좁힌다.
  - 2월 말 - 도치기 사노공장(도치기현 사노시)을 폐쇄해, 생산 기능을 오이타 마타마 공장(오이타현 분고타카다시)에 집약.
  - 3월 1일 - 야쿠르트 혼샤 출신의 마루야마 히데아키 전무가 새로운 사장으로 취임.
  - 4월 1일 - 야쿠르트 혼샤의 완전 자회사가 되는 것과 동시에, 사명을 야쿠르트 헬스푸드로 변경해, 본사를 도쿄에서 오이타 마타마 공장내로 이전.
- 2010년 4월 26일 - 도쿄 사업소(시부야구 하타가야 2-39-8)를 이전(주오구 핫초보리 3-12-8).  도쿄 지사와 명칭도 함께 변경.